# Orinokocanastero
Der Orinokocanastero (Thripophaga amacurensis) ist eine Vogelart aus der Familie der Töpfervögel (Furnariidae). Er wurde 2004 in Venezuela entdeckt und 2013 wissenschaftlich beschrieben.

## Merkmale
Der Orinokocanastero erreicht eine Größe von ungefähr 17 cm und ein Gewicht von 26 bis 30 g. Das Männchen hat hell oliv-sandfarbene Federn mit dunkelgrauen Spitzen an den Zügeln. Der übrige Kopf ist dunkel stumpf bräunlich-oliv. Jede Feder hat einen kontrastierenden gelb-sandfarbenen Mittelstreifen, der ihr ein klares, geflecktes Aussehen verleiht. An der Wangen- und der Unterbartstreifregion sind die Flecken etwas größer und kontrastierender und am Überaugenstreif schmaler. Vom Hinterkopf bis zum Obermantel sind die Markierungen lang, so dass dieser Bereich eher gestreift als gefleckt aussieht. Die Schulterfedern und insbesondere der Bereich vom Untermantel bis zum Rücken sind schlichter und lebhaft braun. Am Bürzel und an den Oberschwanzdecken geht die Färbung ins Rötlichbraune oder Zimtfarbene über und an den Oberflügeldecken wird sie lebhaft oliv-braun bis rötlich-gelbbraun. Die Innenfahnen der mittleren Flügeldecken sind größtenteils stumpf dunkelbräunlich. Die Säume der Außenfahnen der Handdecken und der größte Teil der Außenfahnen der großen Armdecken sind rötlich-gelbbraun. Die Hand- und Armschwingen sind bräunlich mit einem lebhafter braunen Saum an den Außenfahnen, der zu den Armschwingen hin zunehmend breiter wird. Die Schirmfedern sind vollständig rötlichbraun. Die Unterflügeldecken sind rötlich-orange, wobei die großen Decken etwas heller sind. Die Unterseite der Handschwingen ist am Saum der Innenfahnen leicht zimtfarben. An den inneren Armschwingen wird die Färbung heller und geht in ein breiteres Zimt-Sandfarben über. Der Schwanz ist schlicht zimtfarben, die Schwanzoberseite ist heller und mehr rötlich. Das Kinn ist zimt-sandfarben. Die Kehle ist rötlich-kastanienbraun. Hals und Brust sind bräunlich-oliv, wobei jede Feder eine mittlere sandfarbene tropfenförmige Markierung aufweist. Am Bauch sind diese Markierungen weniger gut definiert und an den Flanken sowie an den Oberschenkeln verblassen sie vollständig. Die Unterschwanzdecken sind lebhafter dunkel ockergelb getönt. Die Iris ist rötlichbraun und von einem schmalen, unbefiederten grau-oliven Augenring umgeben. Der Schnabel ist stahlgrau, düster an der Basis des Oberschnabels, heller und etwas hell fleischrosa an der Spalte und an der Basis des Unterschnabels. Die Schnabelspitze ist häufig ebenfalls heller. Die Beine sind stumpf gelblich-grün.

## Lautäußerungen
Der Gesang ist unverwechselbar und wird in der Regel in Form eines Duetts vorgetragen. Er hört sich wie ein langes klapperndes Rasseln an, das aus kurzen, lauten Tönen besteht, die von einem Vogel (vermutlich dem Männchen) wiedergegeben werden. In unterschiedlichen Perioden stimmt ein zweiter Vogel in den Gesang mit ein, der raue, noch kürzere Töne von sich gibt. Danach nehmen Lautstärke und Geschwindigkeit allmählich ab, bis der Gesang, der noch in beträchtlicher Entfernung hörbar ist, üblicherweise mit einem Solo des ersten singenden Vogels beendet wird. Wenn die Vögel erregt sind, nehmen die Duette in der Geschwindigkeit ab. Dann weichen sie einer Reihe von langsameren Zweifach- oder Dreichfachtönen, die sich in unterschiedlichen Perioden fortsetzen, bevor sie in einem weiteren Duett beschleunigt werden. Die Duette sind leicht von denen des Strichelkehlcanasteros (Thripophaga cherriei) und des Zimtschwanzcanasteros (Thripophaga macroura) zu unterscheiden.

## Verbreitung
Der Orinokocanastero ist am südlichen Teil des Orinoco-Deltas im Bundesstaat Delta Amacuro in Nord-Venezuela endemisch.

## Lebensraum
Der Orinokocanastero kommt in relativ alten Auwäldern in niedrigen Höhenlagen (ungefähr 20 bis 25 m) in der Nähe von kleinen Bächen und Flüssen vor, in einem Bereich, wo der Wald mit ein paar kleinen Sümpfen und jahreszeitlich überschwemmten Savannen durchsetzt ist. Zwischen Mai und Oktober ist der Auwald jahreszeitlich bedingt um zwei bis vier Meter überflutet.

## Lebensweise
Die Nahrung wird mit einfachen Pickbewegungen aufgesammelt. Der Orinokocanastero wühlt in Geröllhaufen, in Astgabeln oder in Lianenbündeln und manchmal geht er ähnlich wie die Buschschlüpfer (Cranioleuca) oder die Blattspäher (Philydor) außen entlang der hohen Äste mit Blättern und Lianen auf Nahrungssuche.